# Європейське фізичне товариство
Європейське фізичне товариство (англ. European Physical Society, EPS) — некомерційна організація, метою якої є популяризація фізики та фізиків у Європі. Офіційно засноване в 1968 році, його членами є національні фізичні товариства 42 країн і близько 3200 окремих членів. Найбільшим членом є Німецьке фізичне товариство.

## Конференції
Одним із основних напрямків діяльності товариства є організація міжнародних конференцій, зокрема Єврофізика та Міжнародної конференції студентів-фізиків.

## Нагороди
Європейське фізичне товариство присуджує ряд нагород, включаючи премію Едісона Вольта, премію Єврофізика, премію Європейського фізичного товариства зі статистичної та нелінійної фізики, премію з фізики високих енергій і елементарних частинок і премію Рольфа Відеро.
Воно також відзначає місця, які є історично важливими для прогресу у фізиці, такі як Лабораторія Блекетта (Великобританія) у 2014 році та Студентська резиденція (Іспанія) у 2015 році.

## Публікації
Європейське фізичне товариство видає журнали EPL, Europhysics News та European Journal of Physics.

## Президенти
- Від 2021: Люк Берже (Франція)
- 2019–2021: Петра Рудольф[en] (Нідерланди) [13]
- 2017–19: Рюдігер Восс (Швейцарія)
- 2015–17: К. Россель (Швейцарія)
- 2013–15: Джон Дадлі[en] (Франція)
- 2011–13: Луїза Чіфареллі[en] (Італія)
- 2009–11: М. Кольвас (Польща)
- 2007–9: Фрідріх Вагнер[en] (Німеччина)
- 2005–7: О. Поульсен (Данія)
- 2003–5: М. Губер (Швейцарія)
- 2001–3: М. Дюклуа (Франція)
- 1999–2001: Арнольд Вулфендейл[en] (Велика Британія)
- 1997–99: Деніс Вейр[en] (Ірландія)
- 1995–97: Гервіг Шоппер[en] (Німеччина)
- 1993–95: Н. Кроо (Угорщина)
- 1991–93: Моріс Якоб[en] (Швейцарія)
- 1988–91: Р. А. Річчі (Італія)
- 1986–88: В. Бакель (Німеччина)
- 1984–86: Годфрі Стаффорд[en] (Велика Британія)
- 1982–84: Жак Фрідель (Франція)
- 1980–82: Аллан Макінтош[en] (Данія)
- 1978–80: Антоніно Зікікі[en] (Італія)
- 1976–78: І. Урсу (Румунія)
- 1972–76: Гендрік Казімір (Нідерланди)
- 1970–72: Ерік Густав Рідберг (Швеція)
- 1968–70: Джилберто Бернардіні (Італія)